# Sankt Margareten im Rosental
Sankt Margareten im Rosental est une commune autrichienne du district de Klagenfurt-Land en Carinthie.